# Цинъян (Чичжоу)
Цинъя́н (кит. упр. 青阳, пиньинь Qīngyáng) — уезд городского округа Чичжоу провинции Аньхой (КНР).

## История
Уезд был создан при империи Тан в 742 году. Во времена империй Мин и Цин уезд подчинялся Чичжоуской управе (池州府). После Синьхайской революции 1911 года в Китае была проведена реформа структуры административного деления, в ходе которой управы были упразднены.
После того, как во время гражданской войны эти места перешли под контроль коммунистов, в 1949 году был образован Специальный район Чичжоу (池州专区), и уезд вошёл в его состав. В 1952 году Специальный район Чичжоу был расформирован, и уезд перешёл в состав Специального района Аньцин (安庆专区). В 1965 году Специальный район Чичжоу был образован вновь, и уезд вернулся в его состав. В 1970 году Специальный район Чичжоу был переименован в Округ Чичжоу (池州地区). В 1980 году округ Чичжоу был расформирован, и уезд был передан в состав округа Сюаньчэн. В 1983 году уезд перешёл в состав городского округа Уху.
В 1988 году постановлением Госсовета КНР округ Чичжоу был образован вновь, и уезд вернулся в его состав. В 2000 году постановлением Госсовета КНР округ Чичжоу был преобразован в городской округ.

## Административное деление
Уезд делится на 10 посёлков и 3 волости.